# Domaine d'Oyumi
Le domaine d'Oyumi (生実藩, Oyumi-han) était un han de l'époque d'Edo situé dans la province de Shimōsa, aujourd'hui préfecture de Chiba. Son centre en était les quartiers Chuo-ku et Midori-ku de la ville de Chiba. Il fut dirigé durant toute son existence par le clan Morikawa.
Le domaine fut créé en février 1627 quand Morikawa Shigetoshi, un hatamoto au service du shogun Tokugawa Hidetada acquit des biens à Sagami, Kazusa et dans les provinces de Shimōsa avec des revenus dépassant les 10 000 koku nécessaires pour prétendre au titre de daimyō. Il fut autorisé à construire un jin'ya sur le site du château d'Oyumi qui datait de l'époque Sengoku. Il s'éleva plus tard au poste de rōjū et ses successeurs continuèrent de diriger le domaine d'Oyumi jusqu'à la restauration de Meiji.
L'emplacement du jin'ya du domaine d'Oyumi fait à présent partie de la zone résidentielle de la ville de Chiba.

## Liste des daimyōs
- Clan Morikawa (fudai daimyo) 1627-1871

| #  | Nom                            | Date      | Titre          | Rang                    | Revenus     |
| -- | ------------------------------ | --------- | -------------- | ----------------------- | ----------- |
| 1  | Shigetoshi Morikawa (森川重俊) | 1627-1632 | Dewa-no-kami   | 5e inférieur (従五位下) | 10 000 koku |
| 2  | Shigemasa Morikawa (森川重政)  | 1632-1663 | Iga-no-kami    | 5e inférieur (従五位下) | 10 000 koku |
| 3  | Shigenobu Morikawa (森川重信)  | 1663-1692 | Dewa-no-kami   | 5e inférieur (従五位下) | 10 000 koku |
| 4  | Shigetane Morikawa (森川俊胤)  | 1692-1732 | Dewa-no-kami   | 5e inférieur (従五位下) | 10 000 koku |
| 5  | Shigetsune Morikawa (森川俊常) | 1732-1734 | Naizen-no-kami | 5e inférieur (従五位下) | 10 000 koku |
| 6  | Shigenori Morikawa (森川俊令)  | 1734-1764 | Naizen-no-kami | 5e inférieur (従五位下) | 10 000 koku |
| 7  | Shigetaka Morikawa (森川俊孝)  | 1764-1788 | Kii-no-kami    | 5e inférieur(従五位下)  | 10 000 koku |
| 8  | Shigetomo Morikawa (森川俊知)  | 1788-1838 | Naizen-no-kami | 5e inférieur (従五位下) | 10 000 koku |
| 9  | Shigetami Morikawa (森川俊民)  | 1838-1855 | Dewa-no-kami   | 5e inférieur (従五位下) | 10 000 koku |
| 10 | Shigehira Morikawa (森川俊位)  | 1855-1858 | Dewa-no-kami   | 5e inférieur (従五位下) | 10 000 koku |
| 11 | Shigenori Morikawa (森川俊徳)  | 1858-1862 | Dewa-no-kami   | 5e inférieur (従五位下) | 10 000 koku |
| 12 | Shigekata Morikawa (森川俊方)  | 1862-1871 | Naizen-no-kami | 5e inférieur (従五位下) | 10 000 koku |

## Source de la traduction
- (en) Cet article est partiellement ou en totalité issu de l’article de Wikipédia en anglais intitulé « Oyumi Domain » (voir la liste des auteurs).